# The Day (мініальбом)
The Day — дебютний мініальбом південнокорейського попрок-гурту Day6. 7 вересня 2015 року мініальбом з шести треків вийшов на лейблі JYP Entertainment. Це єдиний альбом гурту, участь у запису якого брав Джунхьок (пішов з гурту в лютому 2016).

## Список композицій
| #     | Назва                                 | Автор слів  | Автор музики                           | Аранжування              | Тривалість |
| ----- | ------------------------------------- | ----------- | -------------------------------------- | ------------------------ | ---------- |
| 1.    | «Free하게» (Freely)                   | Naru Day6   | Naru Day6                              | Naru                     | 3:07       |
| 2.    | «이상하게 계속 이래» (Out of My Mind) | Day6        | Andrew Choi 220 Day6                   | 220                      | 3:11       |
| 3.    | «Congratulations»                     | Day6        | Hong Ji-sang Lee Woo-min Day6          | Hong Ji-sang Lee Woo-min | 3:49       |
| 4.    | «버릇이 됐어» (Habits)                | mr.cho Day6 | mr.cho Park Kun-woo Day6               | mr.cho Park Kun-woo Day6 | 3:26       |
| 5.    | «태양처럼» (Like That Sun)            | Frants Day6 | Frants Day6                            | Frants                   | 3:38       |
| 6.    | «Colors»                              | mr.cho Day6 | Hong Jung-pyo mr.cho Park Kun-woo Day6 | mr.cho Jun Jung-hoon     | 4:17       |
| 21:28 |                                       |             |                                        |                          |            |

## Чарти
| Чарт (2016)                             | Найвища позиція |
| --------------------------------------- | --------------- |
| South Korean Weekly Album Chart (Gaon)  | 6               |
| South Korean Monthly Album Chart (Gaon) | 12              |
| US World Albums (Billboard)             | 2               |

## Продажі
| Регіон                | Продажі |
| --------------------- | ------- |
| Південна Корея (Gaon) | 12,380  |

## Історія випуску
| Регіон         | Дата           | Формат                  | Лейбл  |
| -------------- | -------------- | ----------------------- | ------ |
| Південна Корея | 7 вересня 2015 | Цифрове завантаження CD | JYP KT |
| Світ           | 7 вересня 2015 | Цифрове завантаження    | JYP    |